# Raimundo Sousa Dantas

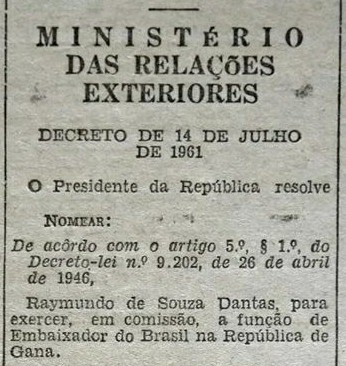
Decreto de nomeação de Sousa Dantas como embaixador em Gana em 1961.

Raimundo Sousa Dantas (Estância, 11 de janeiro de 1923 — Rio de Janeiro, 08 de março de 2002) foi um escritor e diplomata brasileiro, embaixador do Brasil em Gana e na Argentina. Nomeado por Jânio Quadros, foi o primeiro embaixador negro brasileiro.

## Biografia
Nascido em 11 de janeiro de 1923 em Estância, estado de Sergipe, era filho de pais analfabetos, mãe (lavadeira) e pai (pintor de parede).  Entrou aos seis anos de idade para a escola pública,onde permaneceu por pouco meses. Entre os dez e doze anos aprendeu vários ofícios, entre os quais o de aprendiz de ferreiro e de marceneiro. Ainda na adolescência exerceu a função de entregador de embrulhos de uma casa comercial em Estância e aos dezesseis anos foi trabalhar numa tipografia.
Desde muito jovem, Raimundo ouvia muitas histórias contadas por uma velha doceira, Dona Rita, que lhe influenciariam anos depois, quando mesmo sem saber ainda escrever, ditava histórias a um colega do fundo de uma outra tipografia em Aracaju, as quais eram publicadas nos jornais de Estância e da capital sergipana.
Trabalhando no jornal A Estância, contratado para movimentar a impressora, distribuir  jornais aos domingos para assinantes e fazer entrega das obras que ali eram executadas, permaneceu nesta atividade por quase dois anos. Estreou no mensário denominado Símbolo, com a ajuda do então estudante de direito Armindo Pereira, um dos diretores da publicação.
Residindo em Aracaju, trabalha nas oficinas do Correio de Aracaju, época em que ouvia várias leituras de textos de Jorge Amado,  Machado de Assis e Marques Rebelo, feitas pelo amigo Barbosa, um amante da literatura moderna. Desta forma ganha gosto pelos livros.
Em 1941, aos dezoito anos a bordo de um navio do Lloyd Brasileiro, chegou ao Rio de Janeiro e de imediato, passou a vender maçãs e pêras para um barraqueiro, mas não tinha jeito, não sabia fazer contas e foi despedido. Na capital federal, graças ao jornalista Joel Silveira, trabalha como contínuo no semanário, político-literário, Diretrizes, para apanhar nos cinemas e teatros cariocas a programação do dia e outros materiais.
Em 1942, começa a ler com dificuldade os textos de Graciliano Ramos, José Lins do Rego, José Américo e Érico Veríssimo e passa a colaborar nas revistas: Vamos Ler e Carioca. Trabalha como revisor na casa editora de livros infantis e no Diário Carioca. Em 1944, durante período de três meses, escreve seu primeiro livro, o romance Sete Palmos de Terra, escrito numa linguagem simples e ponteado por muitas das recordações de Estância.
Seu segundo livro, Agonia, (uma novela e alguns contos), foi lançado em 1945. O livro tem muito de autobiográfico, conta fatos que são reminiscências de sua infância sofrida, bem como recordações da vida de pessoas que conheceu.  Os contos exploram a tuberculose em várias pessoas de caráter e psicologia diferentes. Esta nova incursão, foi uma experiência muito importante na vida do escritor, pois, o resultado lhe facilitou a compreensão de certos fenômenos humanos. No fim de 1946, Raimundo Sousa Dantas casa-se e no ano seguinte nasce seu primeiro filho, Roberto.
Os anos de 1945 e 1946 foram decisivos para Raimundo, pois tomou parte num congresso de negros e começou a aprender o francês e inicia seu segundo romance Solidão nos Campos, muito diferente do primeiro, Sete Palmos de Terra, onde narra a experiência da formação de um homem, fraco pelas suas paixões, e que não sabe como enfrentar os momentos decisivos.
Em fins de 1947, descobre os autores católicos e começa a escrever a novela Vigília da Noite, que é a história de um homem que vive em completa ausência de Deus, voltado exclusivamente para a satisfação de seus instintos, na procura dos alimentos para a sua vida herética. O livro é concluído em 1948 e publicado no ano seguinte.
Em 1949 publica  mais um livro, Um Começo de Vida (depoimento biográfico) para Campanha de Educação de Adultos do Ministério da Educação e Saúde,  com tiragem de 20 mil exemplares, em que relata toda a sua trajetória de vida.
Raimundo Sousa Dantas colaborou em vários jornais e revistas: Dom Casmurro, Vamos Ler, A Noite, Leitura, Diário Carioca, Revista Branco Boletim Bibliográfico Brasileiro, Brasil Açucareiro, dentre outros. Em julho de 1961, no governo do presidente Jânio Quadros, foi nomeado embaixador do Brasil em Gana (África). Lá, enfrentou dificuldades extremas para alcançar os objetivos estabelecidos pela missão diplomática, uma vez que “sua cor gerou resistência entre diplomatas e intelectuais brasileiros, e provocou no embaixador uma reflexão existencial sobre a relação entre ser negro e representar o Brasil".
Raimundo Sousa Dantas faleceu em 2002, no Rio de Janeiro.

## Obras publicadas
- Sete palmos de Terra. Rio de Janeiro: Editora Vitória, 1944.
- Agonia. Curitiba: Ed. Guairá, 1945 (contos)
- Solidão nos campos. Rio de Janeiro: Editora Globo, 1949 (romance)
- Vigília da Noite. Rio de Janeiro: Edições da Revista Branca, 1949 (novela)
- Um Começo de Vida. Rio de Janeiro: Campanha de Educação de Adultos, Ministério da Educação e Saúde, 1949 (depoimento-biográfico)
- Reflexões dos 30 anos. Rio de Janeiro: Ministério da Educação e Cultura, 1958
- África Difícil (Missão Condenada: Diário). Rio de Janeiro: Editora Leitura, 1965.